# Passicimex
Passicimex is een geslacht van wantsen uit de familie van de Cimicidae (Bedwantsen). Het geslacht werd voor het eerst wetenschappelijk beschreven door Usinger & Carayon in 1967.

## Soorten
Het genus bevat de volgende soort:

- Passicimex imprimis Usinger & Carayon, 1967